# 金達鉉 (天道教青友黨)
金達鉉（朝鲜语：／，1884年—1958年11月），北韓政治人物，曾任最高人民會議代議員及天道教青友黨委員長，後因間諜罪而被處死。

## 生平
金達玄出生於咸鏡南道。1922年，他組織以天道教為背景的抗日組織。1948年，他被選為最高人民會議代議員。翌年被委任為祖國統一民主主義戰線委員長，同年又成為不管部大臣。1956年8月，金斗奉、崔昌益和朴昌玉發動八月宗派事件意圖挑戰金日成的領導地位，但未能成功。隨後，金日成進行反擊，他先把金斗奉等肅清。1958年11月，金達玄被指為日本間諜，其後被處死。

## 資料來源
1. 1 2  Andrei N. Lankov. Crisis in North Korea: The Failure of De-Stalinization, 1956. 198
2. ↑  김달현(金達玄)  的存檔，存档日期2013-12-27.